# Route 226 (Québec)
Pour les articles homonymes, voir Route 226.
La route 226 (R-226) est une route régionale québécoise d'orientation est / ouest située sur la rive sud du fleuve Saint-Laurent. Elle dessert les régions administratives du Centre-du-Québec et de Chaudière-Appalaches.

## Tracé
La route 226 débute sur la route 132 à Pierreville. Plus à l'est, elle rencontre, à Saint-Célestin, l'A-55. Elle se termine à Sainte-Croix sur la route 271. Elle est parallèle à l'A-20 et la route 132 et se situe entre celles-ci.

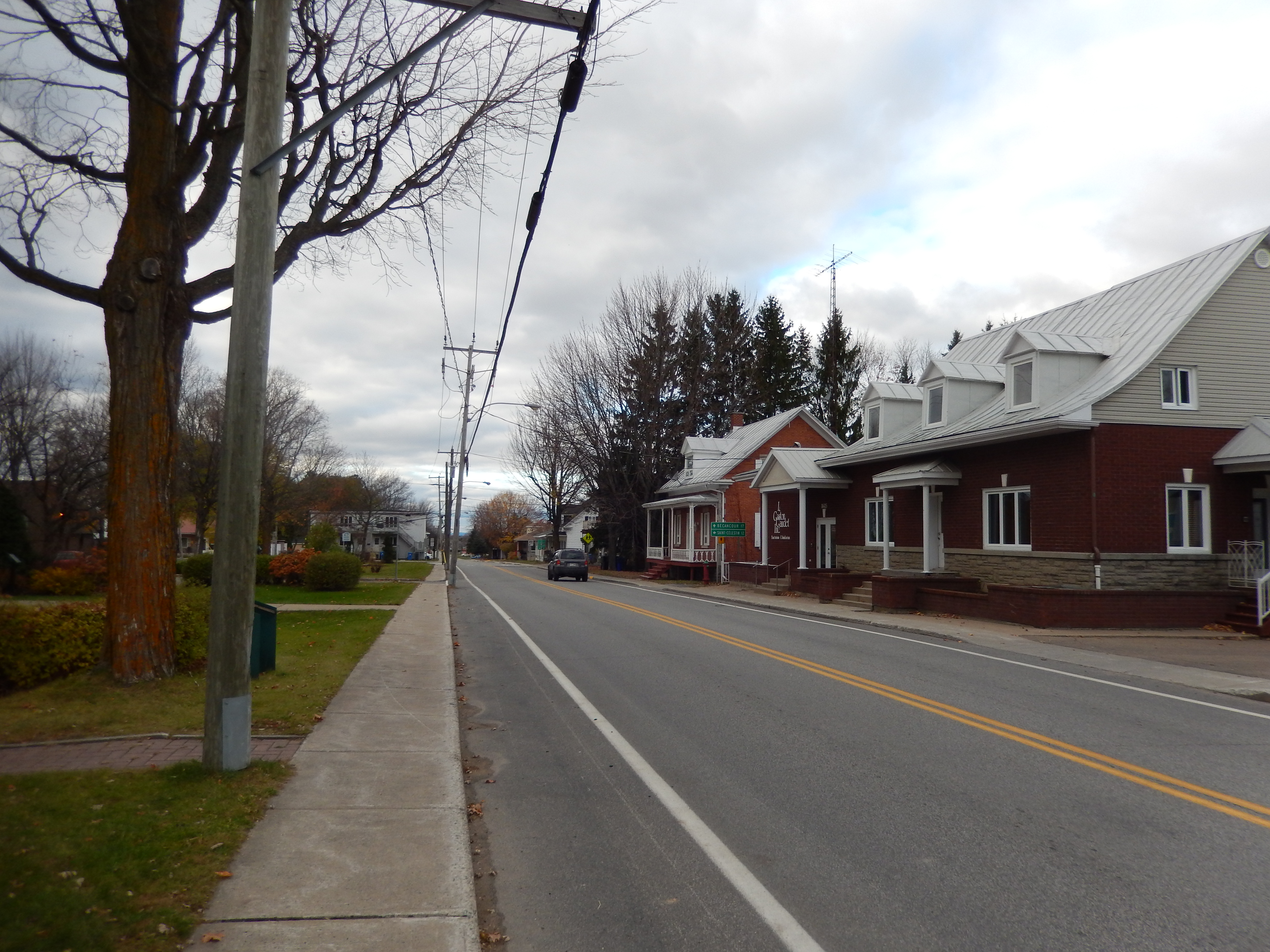
La route 226 dans le village de Sainte-Gertrude.
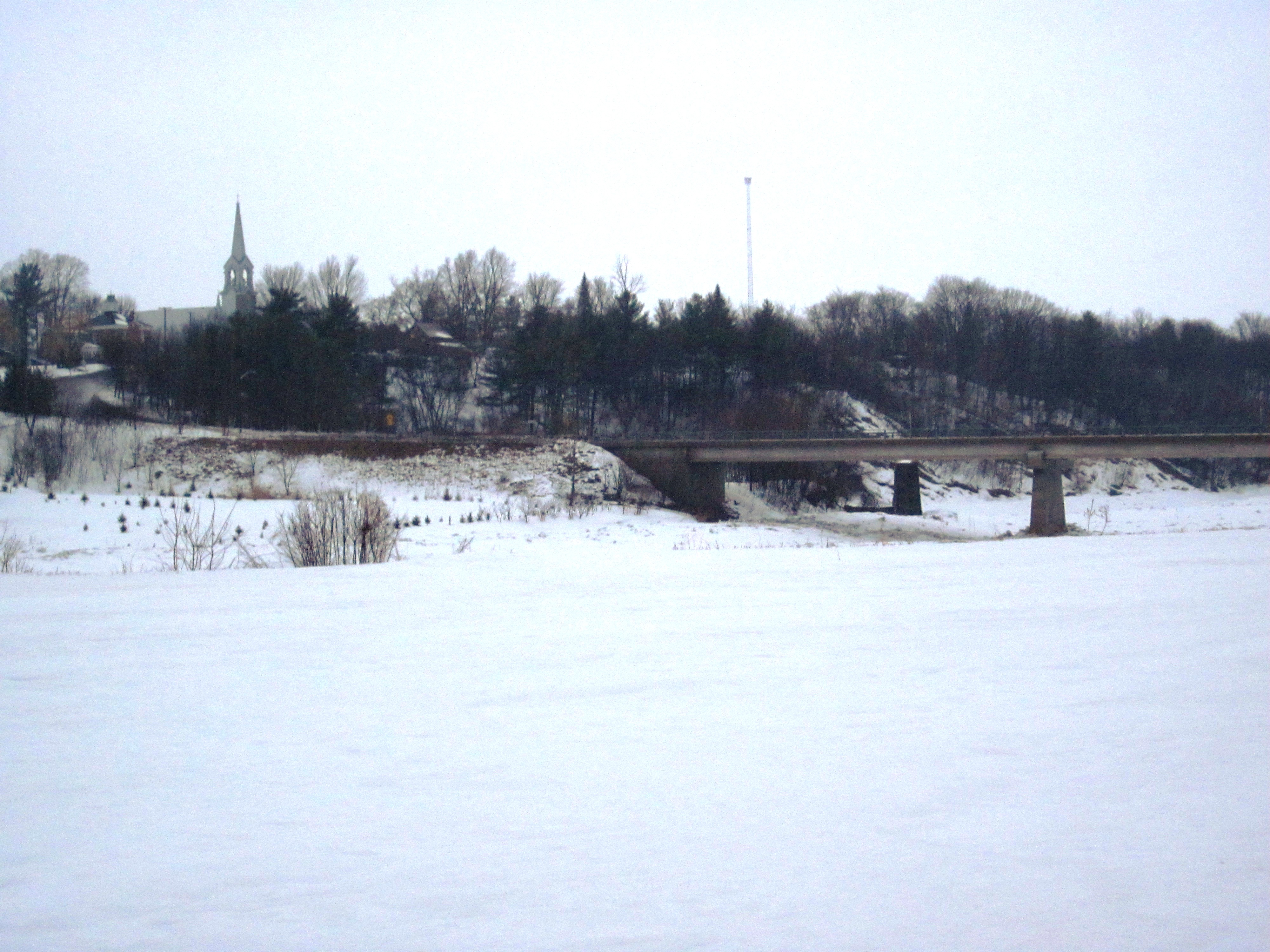
Pont sur la rivière Nicolet à Sainte-Monique.
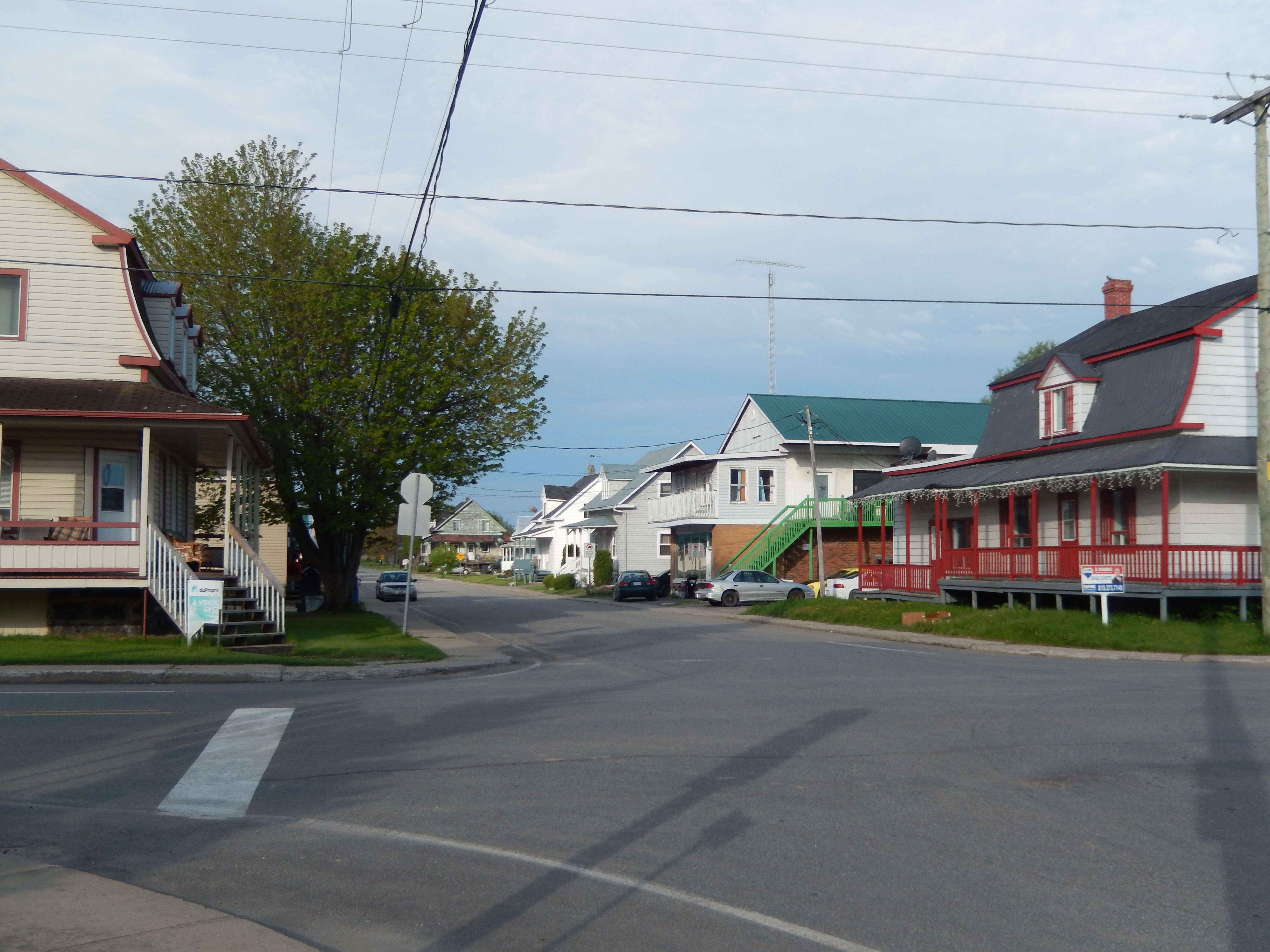
La route 226 traverse le village de Sainte-Marie-de-Blandford.
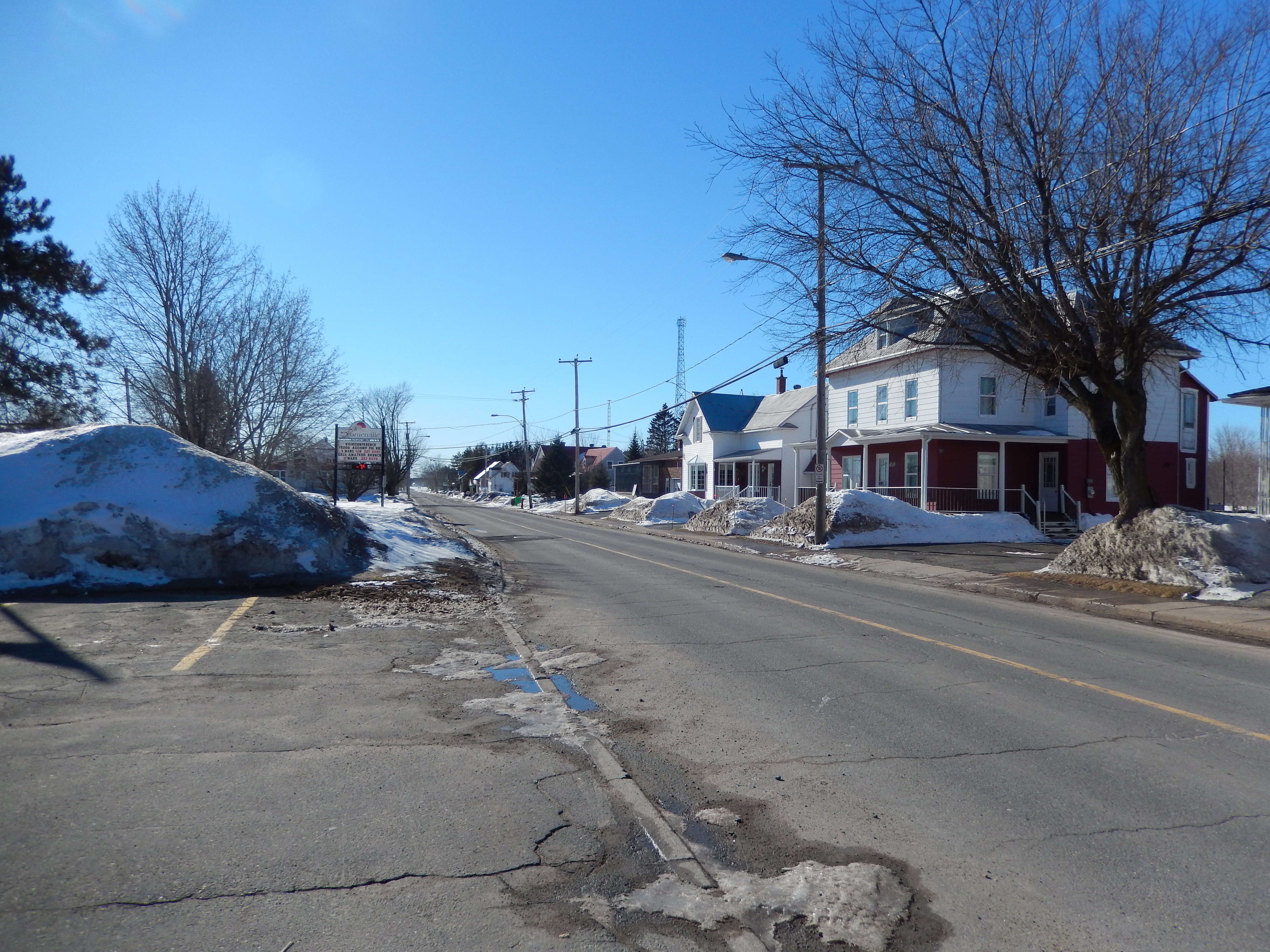
La route 226 suit la rue Principale dans le village de Fortierville.
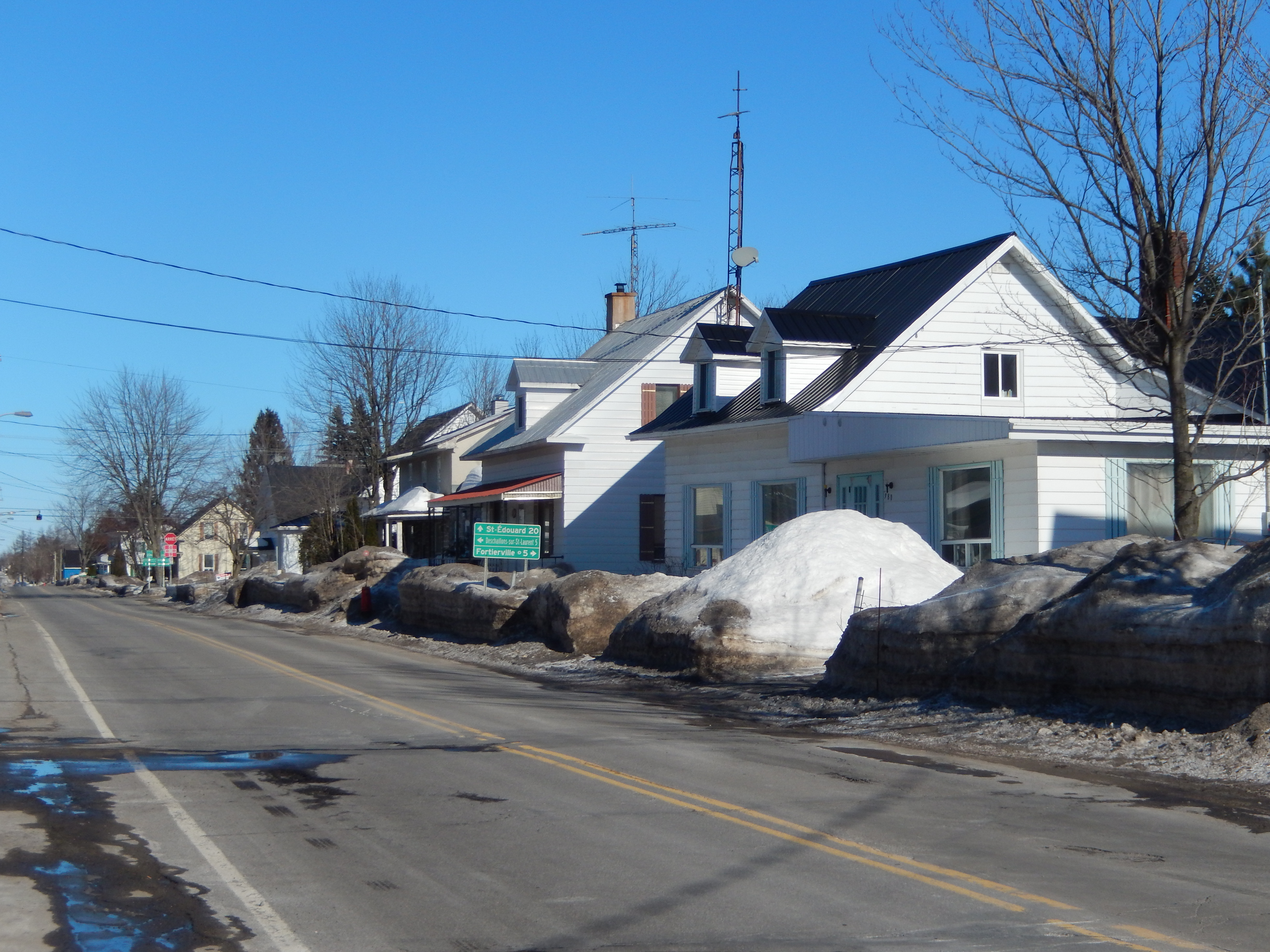
Intersection des routes 265 et 226 à Parisville.

## Localités traversées (d'ouest en est)
Liste des municipalités dont le territoire est traversé par la route 226, regroupées par municipalité régionale de comté.

### Centre-du-Québec
Nicolet-Yamaska
- Pierreville
- Saint-Elphège
- Baie-du-Febvre
- La Visitation-de-Yamaska
- Sainte-Monique
- Grand-Saint-Esprit
- Saint-Célestin (Municipalité)
- Saint-Célestin (Village)

Bécancour
- Bécancour
- Sainte-Marie-de-Blandford
- Sainte-Sophie-de-Lévrard
- Fortierville
- Parisville
- Deschaillons-sur-Saint-Laurent

### Chaudière-Appalaches
Lotbinière
- Leclercville
- Saint-Édouard-de-Lotbinière
- Sainte-Croix

## Intersections majeures
| MRC                     | Municipalité              | km     | Destinations                                                      | Notes |
| ----------------------- | ------------------------- | ------ | ----------------------------------------------------------------- | --- |
| Nicolet-Yamaska         | Pierreville               | 0,00   | R-132 (Route Marie-Victorin)                                      | |
| Nicolet-Yamaska         | La Visitation-de-Yamaska  | 15,90  | R-255 sud – Saint-Zéphirin-de-Courval                             | Terminus ouest du multiplex avec la R-255                                                                |
| Nicolet-Yamaska         | La Visitation-de-Yamaska  | 16,70  | R-255 nord – Baie-du-Febvre                                       | Terminus est du multiplex avec la R-255                                                                  |
| Nicolet-Yamaska         | Sainte-Monique            | 27,10  | R-259 sud – Sainte-Perpétue, Drummondville                        | Terminus ouest du multiplex avec la R-259; Drummondville indiqué en direction ouest seulement            |
| Nicolet-Yamaska         | Sainte-Monique            | 32,30  | R-259 nord – Nicolet                                              | Terminus est du multiplex avec la R-259                                                                  |
| Nicolet-Yamaska         | Saint-Célestin            | 42,60  | A-55 – Victoriaville, Drummondville, Trois-Rivières               | Intersection à niveau                                                                                    |
| Bécancour               | Bécancour                 | 59,10  | R-261 nord – Bécancour                                            | Terminus ouest du multiplex avec la R-261                                                                |
| Bécancour               | Bécancour                 | 62,90  | R-261 sud – Saint-Sylvère, Daveluyville, Maddington Falls         | Terminus est du multiplex avec la R-261; Maddington Falls indiqué en direction ouest seulement           |
| Bécancour               | Sainte-Marie-de-Blandford | 69,20  | R-263 – Lemieux, Gentilly                                         | |
| Bécancour               | Sainte-Sophie-de-Lévrard  | 83,30  | R-218 ouest – Saint-Pierre-les-Becquets, Sainte-Cécile-de-Lévrard | Terminus ouest du multiplex avec la R-218; Sainte-Cécile-de-Lévrard indiqué en direction ouest seulement |
| Bécancour               | Sainte-Sophie-de-Lévrard  | 85,10  | R-218 est – Manseau                                               | Terminus est du multiplex avec la R-218                                                                  |
| Bécancour               | Fortierville              | 93,50  | R-265 sud vers A-20 – Sainte-Françoise                            | Terminus ouest du multiplex avec la R-265                                                                |
| Bécancour               | Parisville                | 98,10  | R-265 nord – Deschaillons-sur-Saint-Laurent                       | Terminus est du multiplex avec la R-265                                                                  |
| Lotbinière              | Sainte-Croix              | 128,80 | R-271 – Sainte-Croix, Laurier-Station                             | |
| - Terminus de multiplex |                           |        |                                                                   | |